# Pigment Violet 3
Pigment Violet 3 (C.I. 42535:2) ist ein Pigment aus der Gruppe der Triphenylmethanpigmente, die sich durch die Kombination der Kationen von Triphenylmethanfarbstoffen mit komplexen anorganischen Anionen von Heteropolysäuren ableiten. Basis für Pigment Violet 3 ist Basic Violet 1, bei dem das Chlorid durch das Anion der Phosphormolybdänsäure oder Phosphorwolframmolybdänsäure ersetzt ist.

## Eigenschaften
Pigment Violet 3 hat eine Dichte von 1,13 g·cm−3.

## Regulierung
Die Verwendung von Pigment Violet 3 ist in Deutschland seit 1. Mai 2009 über die Tätowiermittel-Verordnung als Permanent Make-up bzw. Tätowierfarbe verboten. In der EU wurde die Verwendung ab 5. Januar 2022 auf 0,1 % (1000 mg/kg)  für ebendiese Verwendung begrenzt.